# Švédská koruna
Švédská koruna (švédsky krona, množné číslo kronor) je zákonným platidlem skandinávského státu Švédsko. ISO 4217 kód měny je SEK. Jedna setina koruny se nazývá „öre“, avšak mince nejnižší nominální hodnoty je 1 koruna. 

## Historie
Mezi lety 1873 a 1914 fungovala mezi Švédskem (které bylo v unii s Norskem) a Dánskem (jehož součástí byl Island) Skandinávská měnová unie. V tomto období se ve všech zmíněných státech platilo jednotnou měnou – korunou. Po rozpadu unie začal každý stát používat vlastní nezávislé měny odvozené od zaniklé společné. Všechny nástupnické měny si ale zachovaly stejný název „koruna“, který se v jednotlivých státech přizpůsobil místní výslovnosti a pravopisu. Před vznikem Skandinávské měnové unie se používala měna riksdaler. 
V říjnu roku 1982 došlo k tzv. Velkému třesku (anglicky Big Bang), kdy vláda musela nuceně devalvovat korunu o 16 % v důsledku ekonomického poklesu v sedmdesátých a na počátku osmdesátých let. Pojem Velký třesk je milníkem - označuje pro Švédsko začátek nového období ve finančním systému.
Švédsko je od roku 1995 členem Evropské unie. Všechny členské státy by měly začít používat euro, až splní podmínky pro zavedení eura. Švédsko tyto podmínky po většinu svého členství v EU plní, chybí však politická vůle euro zavést. Referendum, které se konalo v roce 2003, dopadlo 56,1 % hlasů proti přijetí eura. Následkem toho se Švédsko v roce 2003 rozhodlo pro nepřijetí eura. Euro by de iure mělo být v budoucnu ve Švédsku zavedeno, de facto má však země opt-out na zavedení jednotné měny. 

## Mince a bankovky
V oběhu jsou mince nominálních hodnot 1, 2, 5 a 10 korun. Na mincích bývá často vyobrazen monarcha. Bankovky jsou tisknuty v hodnotách 20, 50, 100, 200, 500, 1000 korun. Na lícových stranách bankovek jsou vyobrazeny významné osobnosti švédské historie. Na rubové straně je zobrazena švédská krajina s charakteristickou květenou, např. kraj Småland se zimozelem na dvacetikoruně nebo švédské Laponsko s dryádkou na tisícikoruně.
| - 20 korun – Astrid Lindgrenová; Småland a zimozel severní - 50 korun – Evert Taube; Bohuslän a skalní rytiny v Tanum a zimolez kozí list - 100 korun – Greta Garbo; Stockholm a řebčík kostkovaný | - 200 korun – Ingmar Bergman; Gotland a břečťan popínavý - 500 korun – Birgit Nilssonová; Most přes Öresund a kopretina bílá - 1000 korun – Dag Hammarskjöld; Laponské území a dryádka osmiplátečná |